# Eduard Polón

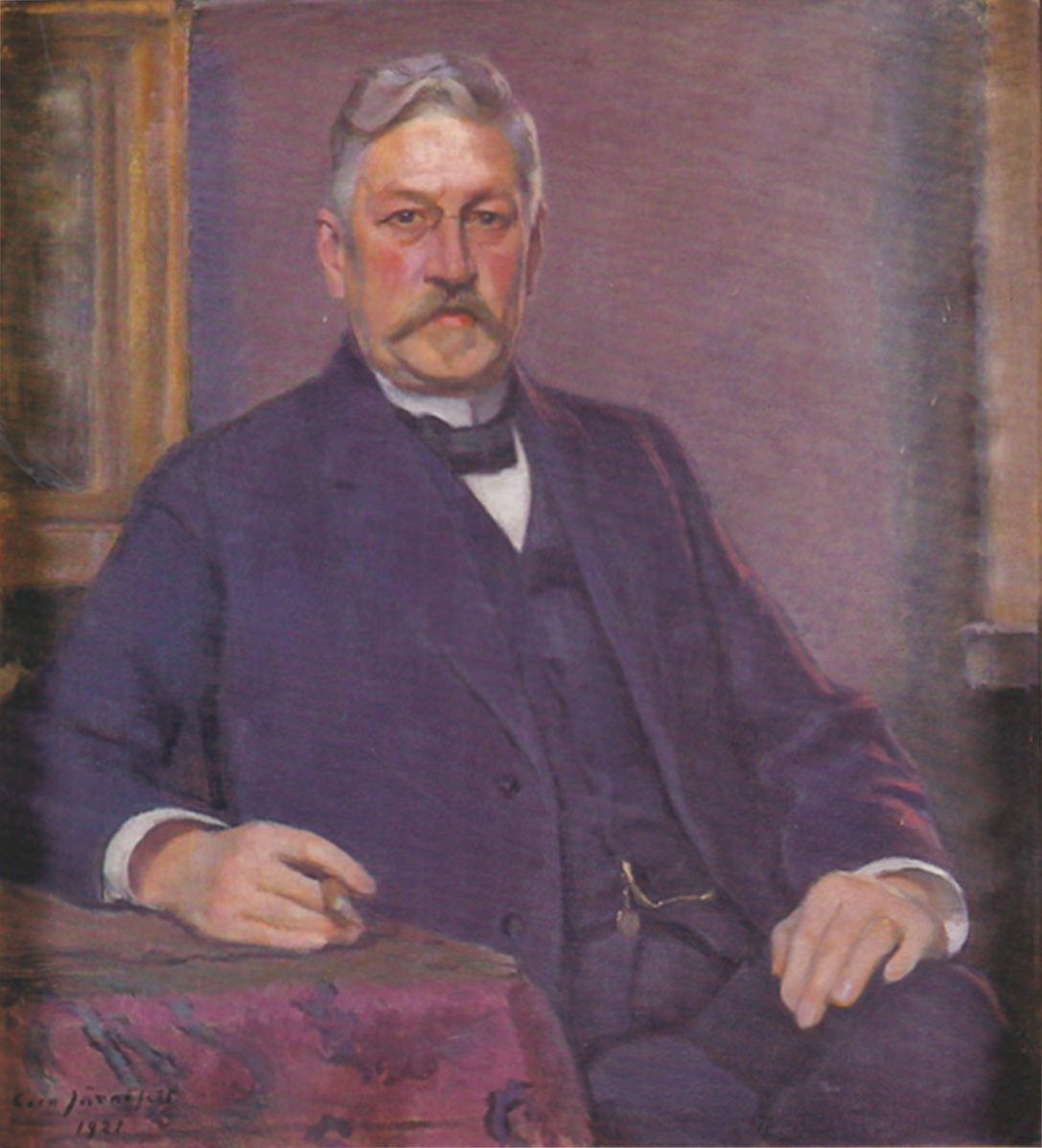
Eduard Polón, målning av Eero Järnefelt.

Ulrik Wilhelm Eduard Polón, född 16 juni 1861 i Nastola, död 30 september 1930 i Helsingfors, var en finländsk industriman. Han var bror till Werner Polón och make till författaren Edith Polón.
Polón blev vicehäradshövding 1890, var advokat i Helsingfors 1890–1897 och kanslist vid Fångvårdsstyrelsen 1891–1903. Han var verkställande direktör för Finska Gummifabriks Ab 1900–1929. Han utvecklade och utvidgade detta företag bland annat genom att 1904 flytta verksamheten från Helsingfors till Nokia. Företaget förvärvade 1919 aktiemajoriteten i Nokia Ab och tre år senare i Finska Kabelfabriken. 
Polón var under ofärdsåren engagerad i det passiva motståndet bland annat som medlem och kassör i styrelsen för Kagalen och understödde även jägarrörelsen. År 1903 blev han på grund av sitt politiska engagemang avskedad från sin tjänst vid Fångvårdsstyrelsen och 1916 landsförvisad till Ryssland, varifrån han återkom efter februarirevolutionen 1917. Han var ledamot av borgarståndet vid Finlands lantdag 1905–1906 och tillhörde 1907 (som representant för Ungfinska partiet) enkammarlantdagen.